# Катастрофа Ан-26 в Абу-эд-Духуре
Катастрофа Ан-26 в Абу-эд-Духуре — авиационная катастрофа самолёта Ан-26 сирийских ВВС, произошедшая в ночь с субботы 17 на воскресенье 18 января 2015 года близ Абу-эд-Духура (Сирия). Самолёт выполнял полёт из Дамаска, на его борту находились сирийские военные. При выполнении захода на посадку в условиях дождя и тумана машина зацепила линии электропередачи, врезалась в землю и полностью разрушилась. Погибли все находящиеся на борту 37 человек (встречаются данные о 35 погибших).
После катастрофы боевики из «Фронт ан-Нусра» разместили в Твиттере заявление о намеренном уничтожении самолёта. Иорданские и американские власти однако отрицают версию об атаке на Ан-26 и утверждают, что это был несчастный случай. Заявлениям террористов в некоторой мере противоречат фотографии с места катастрофы, на которых можно рассмотреть, что разрушение машины произошло в результате столкновения с землёй.